# Bridgewater (del av en befolkad plats)
Bridgewater är en förstad till Hobart i Australien. Den ligger i kommunen Brighton och delstaten Tasmanien, i den sydöstra delen av landet, omkring 18 kilometer nordväst om delstatshuvudstaden Hobart. Antalet invånare är 7 790.
Runt Bridgewater är det ganska tätbefolkat, med 108 invånare per kvadratkilometer.. Närmaste större samhälle är Hobart, omkring 18 kilometer sydost om Bridgewater. 
Trakten runt Bridgewater består i huvudsak av gräsmarker. Genomsnittlig årsnederbörd är 697 millimeter. Den regnigaste månaden är juli, med i genomsnitt 78 mm nederbörd, och den torraste är februari, med 41 mm nederbörd.